# Championnat de Russie de football de troisième division 1997
Navigation
Édition précédente Édition suivante
La saison 1997 de la Vtoraïa Liga est la sixième édition de la troisième division russe. Elle prend place du 5 avril au 1er novembre 1997.
Soixante-et-un clubs du pays sont divisés en trois zones géographiques (Centre, Est et Ouest) contenant entre dix-huit et vingt-deux équipes chacune, où ils s'affrontent deux fois, à domicile et à l'extérieur. En fin de saison, un nombre variable d'équipes dans chaque zone est relégué en quatrième division, tandis que le vainqueur de chaque zone est directement promu en deuxième division.

## Compétition

### Règlement
Le classement est établi sur le barème de points suivant : trois points pour une victoire, un pour un match nul et aucun pour une défaite. Pour départager les équipes à égalité de points, les critères suivants sont utilisés :
1. Nombre de matchs gagnés
2. Confrontations directes (points, matchs gagnés, différence de buts, buts marqués, buts marqués à l'extérieur)
3. Différence de buts générale
4. Buts marqués (général)
5. Buts marqués à l'extérieur (général)

### Zone Centre

#### Participants
Légende des couleurs
- Relégué de deuxième division
- Promu de quatrième division

| Club                     | D3 depuis | Classement 1996 |
| ------------------------ | --------- | --------------- |
| Torpedo Arzamas          | 1997      | 18 (D2)         |
| Amkar Perm               | 1996      | 3               |
| Spartak Riazan           | 1994      | 5               |
| Rubin Kazan              | 1994      | 6               |
| Don Novomoskovsk         | 1996      | 7               |
| Nosta Novotroïtsk        | 1992      | 8               |
| OuralAZ Miass            | 1994      | 9               |
| Svetotekhnika Saransk    | 1994      | 10              |
| Tekstilchtchik Ivanovo   | 1994      | 11              |
| Torpedo Pavlovo          | 1992      | 12              |
| Sibir Kourgan            | 1992      | 13              |
| Energia Tchaïkovski      | 1996      | 14              |
| Magnitka Magnitogorsk    | 1994      | 15              |
| Spartak Chtchiolkovo     | 1995      | 16              |
| Zénith Ijevsk            | 1995      | 19              |
| Dinamo Saint-Pétersbourg | 1996      | 20 (Ouest)      |
| Spartak Orekhovo-Zouïevo | 1997      | 1 (D4, zone 4)  |
| Sodovik Sterlitamak      | 1997      | 1 (D4, zone 6)  |
| Volga Tver               | 1997      | 2 (D4, zone 4)  |
| Volga Oulianovsk         | 1997      | 2 (D4, zone 5)  |
| FK Orel                  | 1997      | 3 (D4, zone 4)  |

#### Classement
| Rang | Équipe                     | Pts | J  | G  | N  | P  | Bp | Bc  | Diff |
| ---- | -------------------------- | --- | -- | -- | -- | -- | -- | --- | ---- |
| 1    | Rubin Kazan                | 102 | 40 | 32 | 6  | 2  | 88 | 22  | +66  |
| 2    | Amkar Perm                 | 83  | 40 | 24 | 11 | 5  | 69 | 21  | +48  |
| 3    | Spartak Riazan             | 80  | 40 | 24 | 8  | 8  | 59 | 22  | +37  |
| 4    | Energia Tchaïkovski        | 76  | 40 | 22 | 10 | 8  | 79 | 43  | +36  |
| 5    | Nosta Novotroïtsk          | 66  | 40 | 18 | 12 | 10 | 66 | 49  | +17  |
| 6    | Torpedo Arzamas R          | 62  | 40 | 18 | 8  | 14 | 58 | 44  | +14  |
| 7    | OuralAZ Miass              | 62  | 40 | 17 | 11 | 12 | 57 | 42  | +15  |
| 8    | Don Novomoskovsk           | 61  | 40 | 17 | 10 | 13 | 46 | 45  | +1   |
| 9    | Torpedo Pavlovo            | 59  | 40 | 15 | 14 | 11 | 49 | 36  | +13  |
| 10   | Volga Oulianovsk P         | 57  | 40 | 16 | 9  | 15 | 40 | 37  | +3   |
| 11   | Volga Tver P               | 56  | 40 | 15 | 11 | 14 | 40 | 45  | -5   |
| 12   | FK Orel P                  | 56  | 40 | 14 | 14 | 12 | 50 | 40  | +10  |
| 13   | Tekstilchtchik Ivanovo     | 48  | 40 | 14 | 6  | 20 | 42 | 60  | -18  |
| 14   | Sodovik Sterlitamak P      | 46  | 40 | 12 | 10 | 18 | 45 | 60  | -15  |
| 15   | Svetotekhnika Saransk      | 45  | 40 | 12 | 9  | 19 | 64 | 69  | -5   |
| 16   | Spartak Orekhovo-Zouïevo P | 45  | 40 | 12 | 9  | 19 | 42 | 63  | -21  |
| 17   | Magnitka Magnitogorsk      | 42  | 40 | 11 | 9  | 20 | 45 | 69  | -24  |
| 18   | Dinamo Saint-Pétersbourg   | 34  | 40 | 8  | 10 | 22 | 38 | 69  | -31  |
| 19   | Spartak Chtchiolkovo       | 30  | 40 | 5  | 15 | 20 | 29 | 56  | -27  |
| 20   | Sibir Kourgan              | 28  | 40 | 7  | 7  | 26 | 34 | 78  | -44  |
| 21   | Zénith Ijevsk              | 20  | 40 | 5  | 5  | 30 | 38 | 108 | -70  |

Promotion en deuxième division
- 1er : promotion

Abréviations
- P : Promu de quatrième division
- R : Relégué de deuxième division

### Zone Est

#### Participants
Légende des couleurs
- Relégué de deuxième division
- Promu de quatrième division

| Club                            | D3 depuis | Classement 1996 |
| ------------------------------- | --------- | --------------- |
| Okean Nakhodka                  | 1997      | 19 (D2)         |
| Zvezda Irkoutsk                 | 1997      | 20 (D2)         |
| Metallourg Krasnoïarsk          | 1997      | 21 (D2)         |
| Tchkalovets Novossibirsk        | 1997      | 22 (D2)         |
| Tom Tomsk                       | 1994      | 2               |
| Viktoria Nazarovo               | 1995      | 3               |
| Metallourg-Zapsib Novokouznetsk | 1994      | 4               |
| SKA-Khabarovsk                  | 1994      | 5               |
| Kouzbass Kemerovo               | 1994      | 6               |
| Irtych Tobolsk                  | 1994      | 7               |
| Samotlor-XXI Nijnevartovsk      | 1994      | 8               |
| Dinamo Omsk                     | 1993      | 9               |
| Dinamo Barnaoul                 | 1994      | 10              |
| Amour-Energia Blagovechtchensk  | 1993      | 11              |
| Selenga Oulan-Oude              | 1994      | 12              |
| Angara Angarsk                  | 1992      | 13              |
| Torpedo Roubtsovsk              | 1992      | 15              |
| FK Mejdouretchensk              | 1995      | 16              |

#### Classement
| Rang | Équipe                          | Pts | J  | G  | N  | P  | Bp | Bc | Diff |
| ---- | ------------------------------- | --- | -- | -- | -- | -- | -- | -- | ---- |
| 1    | Tom Tomsk                       | 83  | 34 | 26 | 5  | 3  | 82 | 20 | +62  |
| 2    | Samotlor-XXI Nijnevartovsk      | 68  | 34 | 20 | 8  | 6  | 53 | 23 | +30  |
| 3    | SKA-Khabarovsk                  | 65  | 34 | 19 | 8  | 7  | 52 | 22 | +30  |
| 4    | Zvezda Irkoutsk R               | 62  | 34 | 18 | 8  | 8  | 44 | 27 | +17  |
| 5    | Dinamo Barnaoul                 | 57  | 34 | 17 | 6  | 11 | 51 | 35 | +16  |
| 6    | Tchkalovets Novossibirsk R      | 56  | 34 | 16 | 8  | 10 | 46 | 32 | +14  |
| 7    | Irtych Tobolsk                  | 54  | 34 | 15 | 9  | 10 | 51 | 32 | +19  |
| 8    | Kouzbass Kemerovo               | 51  | 34 | 14 | 9  | 11 | 39 | 34 | +5   |
| 9    | Dinamo Omsk                     | 50  | 34 | 16 | 2  | 11 | 38 | 40 | -2   |
| 10   | Viktoria Nazarovo               | 50  | 34 | 15 | 5  | 14 | 46 | 45 | +1   |
| 11   | Amour-Energia Blagovechtchensk  | 46  | 34 | 14 | 4  | 16 | 55 | 54 | +1   |
| 12   | Metallourg Krasnoïarsk R        | 44  | 34 | 11 | 11 | 12 | 38 | 39 | -1   |
| 13   | Metallourg-Zapsib Novokouznetsk | 42  | 34 | 11 | 9  | 14 | 55 | 46 | +9   |
| 14   | Angara Angarsk                  | 35  | 34 | 10 | 5  | 19 | 33 | 56 | -23  |
| 15   | Selenga Oulan-Oude              | 28  | 34 | 8  | 4  | 22 | 30 | 68 | -38  |
| 16   | Torpedo Roubtsovsk              | 25  | 34 | 6  | 7  | 21 | 19 | 63 | -44  |
| 17   | Okean Nakhodka R                | 23  | 34 | 6  | 5  | 23 | 27 | 84 | -57  |
| 18   | FK Mejdouretchensk              | 20  | 34 | 5  | 5  | 24 | 27 | 64 | -37  |

Promotion en deuxième division
- 1er : promotion

Relégation en quatrième division
- 14e : rétrogradation

Abréviations
- R : Relégué de deuxième division

1. ↑  L'Angara Angarsk se retire de la compétition à l'issue de la saison.

### Zone Ouest

#### Participants
Légende des couleurs
- Promu de quatrième division

| Club                         | D3 depuis | Classement 1996 |
| ---------------------------- | --------- | --------------- |
| Torpedo Taganrog             | 1994      | 3               |
| Avtozaptchast Baksan         | 1995      | 4               |
| Arsenal Toula                | 1992      | 4 (Centre)      |
| MTS Seliatino                | 1996      | 5               |
| Avtodor Vladikavkaz          | 1995      | 6               |
| Angoucht Nazran              | 1996      | 7               |
| Lokomotiv Liski              | 1996      | 8               |
| SKA Rostov                   | 1995      | 9               |
| Volgar-Gazprom Astrakhan     | 1995      | 10              |
| Kavkazkabel Prokhladny       | 1992      | 12              |
| FK Gatchina                  | 1995      | 13              |
| Energia Piatigorsk           | 1995      | 14              |
| Avangard Koursk              | 1996      | 15              |
| Torpedo Armavir              | 1996      | 16              |
| Dinamo Vologda               | 1994      | 17              |
| Spartak Anapa                | 1997      | 1 (D4, zone 1)  |
| Saliout-Ioukos Belgorod      | 1997      | 1 (D4, zone 2)  |
| Spartak Tambov               | 1997      | 1 (D4, zone 5)  |
| Venets Goulkevitchi          | 1997      | 2 (D4, zone 1)  |
| Dinamo-Jemtchoujina-2 Sotchi | 1997      | 2 (D4, zone 2)  |
| Mosenergo Moscou             | 1997      | 2 (D4, zone 3)  |
| Avtomobilist Noguinsk        | 1997      | 3 (D4, zone 3)  |

#### Classement
| Rang | Équipe                         | Pts | J  | G  | N  | P  | Bp | Bc | Diff |
| ---- | ------------------------------ | --- | -- | -- | -- | -- | -- | -- | ---- |
| 1    | Arsenal Toula                  | 91  | 38 | 28 | 7  | 3  | 91 | 26 | +65  |
| 2    | Lokomotiv Liski                | 76  | 38 | 23 | 7  | 8  | 64 | 31 | +33  |
| 3    | Saliout-Ioukos Belgorod P      | 69  | 38 | 22 | 3  | 13 | 72 | 51 | +21  |
| 4    | Volgar-Gazprom Astrakhan       | 69  | 38 | 20 | 9  | 9  | 63 | 33 | +30  |
| 5    | Spartak Tambov P               | 68  | 38 | 21 | 5  | 12 | 66 | 50 | +16  |
| 6    | Torpedo Taganrog               | 66  | 38 | 20 | 6  | 12 | 64 | 38 | +26  |
| 7    | Avtodor Vladikavkaz            | 62  | 38 | 19 | 5  | 14 | 64 | 50 | +14  |
| 8    | Avtozaptchast Baksan           | 62  | 38 | 17 | 11 | 10 | 52 | 39 | +13  |
| 9    | Avtomobilist Noguinsk P        | 60  | 38 | 16 | 12 | 10 | 70 | 53 | +17  |
| 10   | Kavkazkabel Prokhladny         | 56  | 38 | 15 | 11 | 12 | 43 | 33 | +10  |
| 11   | Angoucht Nazran                | 54  | 38 | 15 | 9  | 14 | 39 | 44 | -5   |
| 12   | Dinamo Vologda                 | 50  | 38 | 14 | 8  | 16 | 44 | 51 | -7   |
| 13   | MTS Seliatino                  | 49  | 38 | 14 | 7  | 17 | 59 | 63 | -4   |
| 14   | Venets Goulkevitchi P          | 41  | 38 | 10 | 11 | 17 | 38 | 51 | -13  |
| 15   | Avangard Koursk                | 40  | 38 | 11 | 7  | 20 | 40 | 58 | -18  |
| 16   | Mosenergo Moscou P             | 39  | 38 | 9  | 12 | 17 | 41 | 57 | -16  |
| 17   | Spartak Anapa P                | 37  | 38 | 11 | 4  | 23 | 44 | 76 | -32  |
| 18   | SKA Rostov                     | 33  | 38 | 9  | 6  | 23 | 38 | 75 | -37  |
| 19   | Torpedo Armavir                | 31  | 38 | 8  | 7  | 23 | 32 | 66 | -34  |
| 20   | Energia Piatigorsk             | 13  | 38 | 4  | 1  | 33 | 18 | 95 | -77  |
| 21   | FK Gatchina                    | 0   | 0  | 0  | 0  | 0  | 0  | 0  | 0    |
| 22   | Dinamo-Jemtchoujina-2 Sotchi P | 0   | 0  | 0  | 0  | 0  | 0  | 0  | 0    |

Promotion en deuxième division
- 1er : promotion

Relégation en quatrième division
- 18e et 20e : relégation
- 8e : rétrogradation
- 21e et 22e : abandon

Abréviations
- P : Promu de quatrième division

1. ↑  L'Avtozaptchast Baksan se retire de la compétition à l'issue de la saison.
2. 1 2  Le Dinamo-Jemtchoujina-2 Sotchi et le FK Gatchina se retirent tous deux de la compétition lors de la phase aller. L'intégralité de leurs résultats sont annulés.